# 多花毛茛
多花毛茛（学名：Ranunculus polyanthemos），为毛茛科毛茛属下的一个植物种。